# Алексинац (община)
Але́ксинац (серб. Алексинац) — община в Сербии, входит в Нишавский округ.
Население общины составляет 54 467 человек (2007 год), плотность населения составляет 77 чел./км². Занимаемая площадь — 705 км², из них 63,9 % используется в промышленных целях.
Административный центр общины — город Алексинац. Община Алексинац состоит из 72 населённых пунктов, средняя площадь населённого пункта — 9,8 км².

## Статистика населения общины
| Год  | Население, чел. |
| ---- | --------------- |
| 1991 | 63161           |
| 2001 | 58198           |
| 2002 | 57668           |
| 2003 | 57059           |
| 2004 | 56396           |
| 2005 | 55741           |
| 2006 | 55094           |
| 2007 | 54467           |